# Rezervația peisagistică Cărbuna
Rezervația peisagistică Cărbuna este o arie protejată, situată între satele Cărbuna din raionul Ialoveni și Zloți din raionul Cimișlia, Republica Moldova (ocolul silvic Zloți Vila Milești-Răzeni, parcelele 1-4, 9). Are o suprafață de 607 ha. Obiectul este administrat de Gospodăria Silvică de Stat Cimișlia.

## Clasificare
Este o pădure tipică, în care s-au păstrat speciile de gorun, stejar pufos și pedunculat. Prin poieni se întâlnesc mulți reprezentați ai florei zonei balcano-mediteraneene: celnușa, ceapa bulgărească, cărpinița. Este unicul loc în Moldova unde crește degetarul.
Aria naturală protejată de stat „Cărbuna” este încadrată în două etaje fitoclimatice (FD2 - deluros de cvercete și șleauri de deal și Ss - silvostepă) și trei tipuri de stațiune:
- deluros de cvercete cu gorunete pe platouri și versanți însoriți, cu soluri cenușii, cernoziomuri artgiloiluviale, edafic mijlociu;
- silvostepă deluroasă de cvercete de stejar pufos pe culmi și treimea mijlocie-superioară de versanți însoriți, cu cernoziomuri argiloiluviale și cambice, bonitate mijlocie;
- silvostepă deluroasă de stejar pedunculat (ecotip de silvostepă) pe platouri și versanți slab moderat înclinați cu cernoziomuri cambice și argiloiluviale, bonitate inferioară/mijlocie.

Au fost identificate trei tipuri de pădure:
- gorunet normal cu cărpiniță, productivitate mijlocie;
- stejăret de pedunculat cu arțar tătăresc și porumbar (ecotip de silvostepă) de productivitate inferioară/mijlocie;
- stejar pufos de silvostepă de deal de productivitate mijlocie.